# Iglesia de San Esteban (Ullíbarri-Arrazua)
La iglesia de San Esteban es un templo católico situado en el concejo de Ullíbarri-Arrazua, en el municipio español de Vitoria.

## Descripción

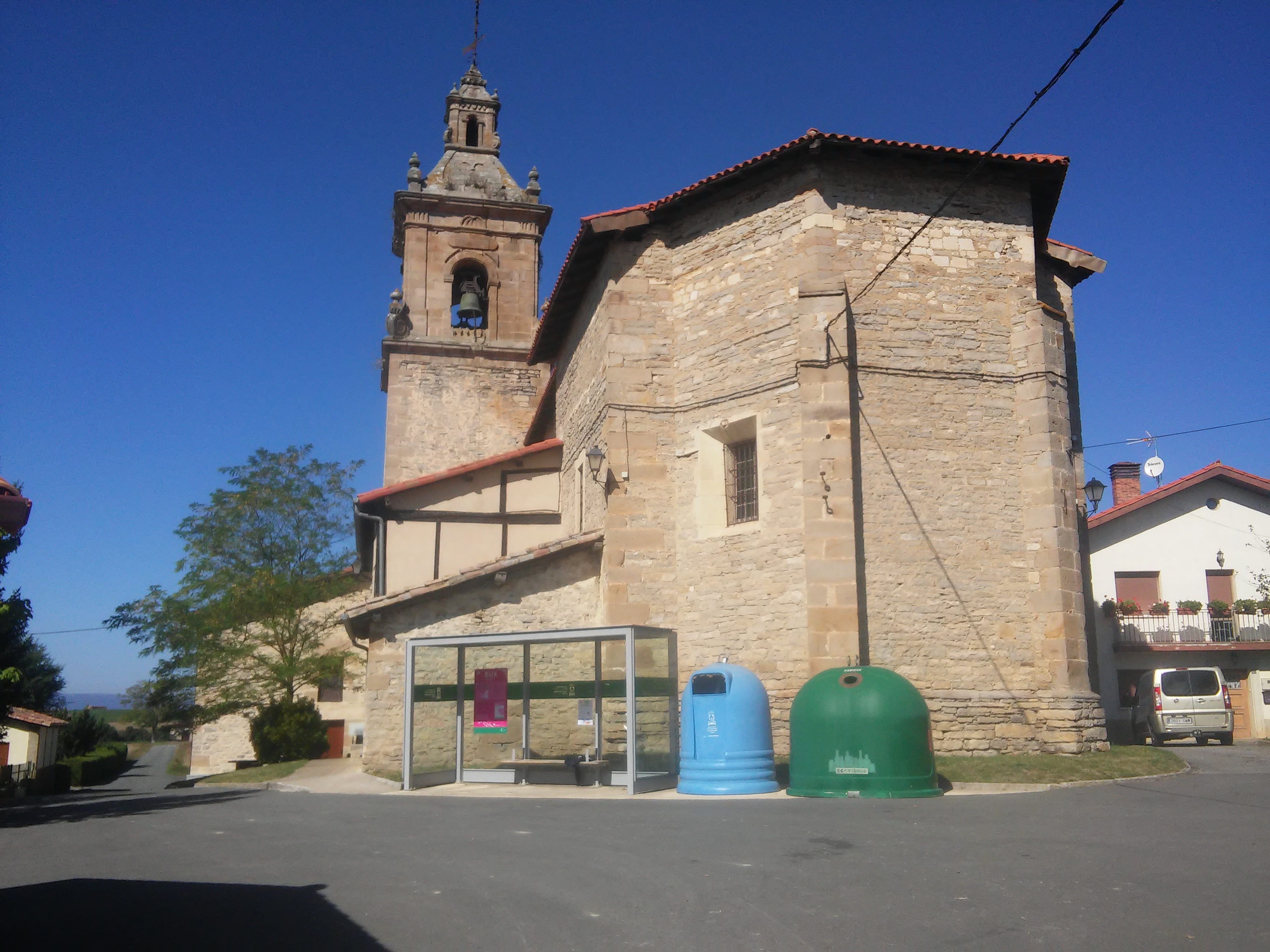
Otra vista de la iglesia

El edificio se encuentra en el concejo alavés de Ullíbarri-Arrazua, en la comunidad autónoma del País Vasco. Se menciona como iglesia parroquial del lugar en el Diccionario geográfico-estadístico-histórico de España y sus posesiones de Ultramar de Pascual Madoz, donde se dice que a mediados del siglo XIX estaba «servida por 2 beneficiados». Décadas después, ya en el siglo XX, Vicente Vera y López vuelve a reseñarla en el tomo de la Geografía general del País Vasco-Navarro dedicado a Álava con las siguientes palabras: «Su parroquia, dedicada á San Esteban, es de categoría rural de segunda clase».
Los registros sacramentales de bautismos, matrimonios y decesos generados por la parroquia de San Esteban desde el siglo XV hasta el final del XIX se conservan con los del resto de iglesias de la provincia en el Archivo Histórico Diocesano de Vitoria, donde pueden consultarse.